# Cotonopsis
Cotonopsis is een geslacht van weekdieren uit de klasse van de Gastropoda (slakken).

## Soorten
- Cotonopsis allaryi Bozzetti, 2010
- Cotonopsis argentea (Houbrick, 1983)
- Cotonopsis crassiparva Jung, 1989
- Cotonopsis deroyae (Emerson & d'Attilio, 1969)
- Cotonopsis filbyi (G. B. Sowerby III, 1888)
- Cotonopsis hirundo (Gaskoin, 1852)
- Cotonopsis jaliscana Jung, 1989
- Cotonopsis lafresnayi (P. Fischer & Bernardi, 1856)
- Cotonopsis lindae (Petuch, 1989)
- Cotonopsis mendozana (Shasky, 1970)
- Cotonopsis monfilsi (Emerson, 1993)
- Cotonopsis panacostaricensis (Olsson, 1942)
- Cotonopsis phuketensis (Kosuge, Roussy & Muangman, 1998)
- Cotonopsis radwini Jung, 1989
- Cotonopsis skoglundae Jung, 1989
- Cotonopsis suteri Jung, 1989
- Cotonopsis turrita (G. B. Sowerby I, 1832)